# 宇文籍
宇文 籍（うぶん せき、770年 - 828年）は、唐代の官僚・歴史家。字は夏亀。

## 経歴
宇文滔の子として生まれた。北周の東平郡公宇文神挙の末裔にあたる。若くして学問を好み、『春秋』に最も通じた。竇群が処士から召し出されて右拾遺となると、上表して宇文籍と代わらせようとしたことから、名を知られるようになった。宇文籍は進士に及第した。宰相の武元衡が剣南西川節度使として出向すると、宇文籍はその下で従事をつとめた。咸陽県尉として史館に宿直し、韓愈とともに『順宗実録』の編纂にあたった。監察御史に転じた。宇文籍は蘇表と馴れ合っていたため、武元衡の怒りを買い、江陵府戸曹参軍に左遷された。のちに任期を満了すると、連続して節度使に召し出されてその属官をつとめた。入朝して侍御史となり、著作郎に転じた。駕部員外郎・史館修撰となった。韋処厚・韋表微・路隨・沈伝師とともに『憲宗実録』の編纂にあたった。まもなく宇文籍は本官のまま知制誥となり、庫部郎中に転じた。大和元年（827年）、諫議大夫となり、史官を専任して、知制誥から退任した。
大和2年（828年）1月、宇文籍は死去した。享年は59。工部侍郎の位を追贈された。
子の宇文監は、大中初年に進士に及第した。

## 伝記資料
- 『旧唐書』巻160 列伝第110